# Ramon Babazadeh
Ramon Babazadeh ist ein deutscher TV-Moderator, der insbesondere seit 2022 als eine der Hauptmoderator:innen des WDR-Reisemagazins „Wunderschön!“ bekannt ist. Darüber hinaus moderiert er SWR-Formate wie „Expedition in die Heimat“ und Veranstaltungen wie „Fastnacht im Südwesten“ oder „Weihnachtsmarkt live“. In seiner Arbeit vereint er Leidenschaft für Reisen, spannende Geschichten und visuelle Präsentation.